# Enrique Grasset
Enrique Grasset Echevarría (n. 1870) fue un ingeniero de caminos de origen franco-español.

## Biografía
Nacido en 1870, se licenció como ingeniero de caminos y a lo largo de su vida estuvo ligado a la Compañía de los Caminos de Hierro del Norte de España. En calidad de ingeniero intervino en el diseño y construcción de varias de las estaciones más importantes que poseía «Norte»: Madrid-Príncipe Pío, Burgos-Avenida, Valladolid-Campo Grande o Valencia-Término. Asimismo, llegó a ocupar puestos relevantes en el seno de la compañía, siendo director adjunto de la misma a las órdenes de Félix Boix. En 1934 pasó a ocupar el puesto de director general de la compañía «Norte», en sustitución de José Moreno Osorio, cargo que ejerció entre 1934 y 1939.